# Ribzaad
Ribzaad (Chaerophyllum) is een geslacht uit de schermbloemenfamilie (Apiaceae). De soorten komen voor in Europa, Azië, Noord-Amerika en Noord-Afrika.

## Soorten
- Chaerophyllum aksekiense A.Duran & H.Duman
- Chaerophyllum andicola (Kunth) K.F.Chung
- Chaerophyllum angelicifolium M.Bieb.
- Chaerophyllum argenteum (Hook.f.) K.F.Chung
- Chaerophyllum aromaticum L.
- Chaerophyllum astrantiae Boiss. & Balansa
- Chaerophyllum atlanticum Coss. ex Batt.
- Chaerophyllum aurantiacum Post
- Chaerophyllum aureum L. - Gouden ribzaad
- Chaerophyllum australianum K.F.Chung
- Chaerophyllum azorellaceum (Buwalda) K.F.Chung
- Chaerophyllum azoricum Trel.
- Chaerophyllum basicola (Heenan & Molloy) K.F.Chung
- Chaerophyllum bobrovii Schischk.
- Chaerophyllum borneense (Merr.) K.F.Chung
- Chaerophyllum borodinii Albov
- Chaerophyllum brevipes (Mathias & Constance) K.F.Chung
- Chaerophyllum bulbosum L. - Knolribzaad
- Chaerophyllum buwaldianum (Mathias & Constance) K.F.Chung
- Chaerophyllum byzantinum Boiss.
- Chaerophyllum colensoi (Hook.f.) K.F.Chung
- Chaerophyllum coloratum L.
- Chaerophyllum confusum Woronow ex Grossh.
- Chaerophyllum creticum Boiss. & Heldr.
- Chaerophyllum crinitum Boiss.
- Chaerophyllum dasycarpum (Hook. ex S.Watson) Nutt. ex Bush
- Chaerophyllum daucoides (d'Urv.) K.F.Chung
- Chaerophyllum elegans Gaudin
- Chaerophyllum eriopodum (DC.) K.F.Chung
- Chaerophyllum guatemalense K.F.Chung
- Chaerophyllum gunnii (Mathias & Constance) K.F.Chung
- Chaerophyllum hakkiaricum Hedge & Lamond
- Chaerophyllum heldreichii Orph.
- Chaerophyllum hirsutum L.
- Chaerophyllum humile M.Bieb.
- Chaerophyllum involucratum (Hayata) K.F.Chung
- Chaerophyllum karsianum Kit Tan & Ocakv.
- Chaerophyllum khorossanicum Czerniak. ex Schischk.
- Chaerophyllum leucolaenum Boiss.
- Chaerophyllum libanoticum Boiss. & Kotschy
- Chaerophyllum lineare (Hemsl.) K.F.Chung
- Chaerophyllum macropodum Boiss.
- Chaerophyllum macrospermum (Willd. ex Schult.) Fisch. & C.A.Mey. ex Hohen.
- Chaerophyllum meyeri Boiss. & Buhse
- Chaerophyllum nanhuense (Chih H.Chen & J.C.Wang) K.F.Chung
- Chaerophyllum nivale Hedge & Lamond
- Chaerophyllum nodosum (L.) Crantz
- Chaerophyllum novae-zelandiae K.F.Chung
- Chaerophyllum orizabae (I.M.Johnst.) K.F.Chung
- Chaerophyllum papuanum (Buwalda) K.F.Chung
- Chaerophyllum plicatum (Mathias & Constance) K.F.Chung
- Chaerophyllum posofianum Erik & Demirkus
- Chaerophyllum prescottii DC.
- Chaerophyllum procumbens (L.) Crantz
- Chaerophyllum pulvinificum (F.Muell.) K.F.Chung
- Chaerophyllum pumilum (Ridl.) K.F.Chung
- Chaerophyllum ramosum (Hook.f.) K.F.Chung
- Chaerophyllum reflexum Lindl.
- Chaerophyllum roseum M.Bieb.
- Chaerophyllum rubellum Albov
- Chaerophyllum sessiliflorum (Hook.f.) K.F.Chung
- Chaerophyllum syriacum Heldr. & Ehrenb. ex Boiss.
- Chaerophyllum tainturieri Hook. & Arn.
- Chaerophyllum taiwanianum (Masam.) K.F.Chung
- Chaerophyllum temulum L. - Dolle kervel
- Chaerophyllum tenuifolium Poir.
- Chaerophyllum tolucanum (I.M.Johnst.) K.F.Chung
- Chaerophyllum villarsii W.D.J.Koch
- Chaerophyllum villosum Wall. ex DC.

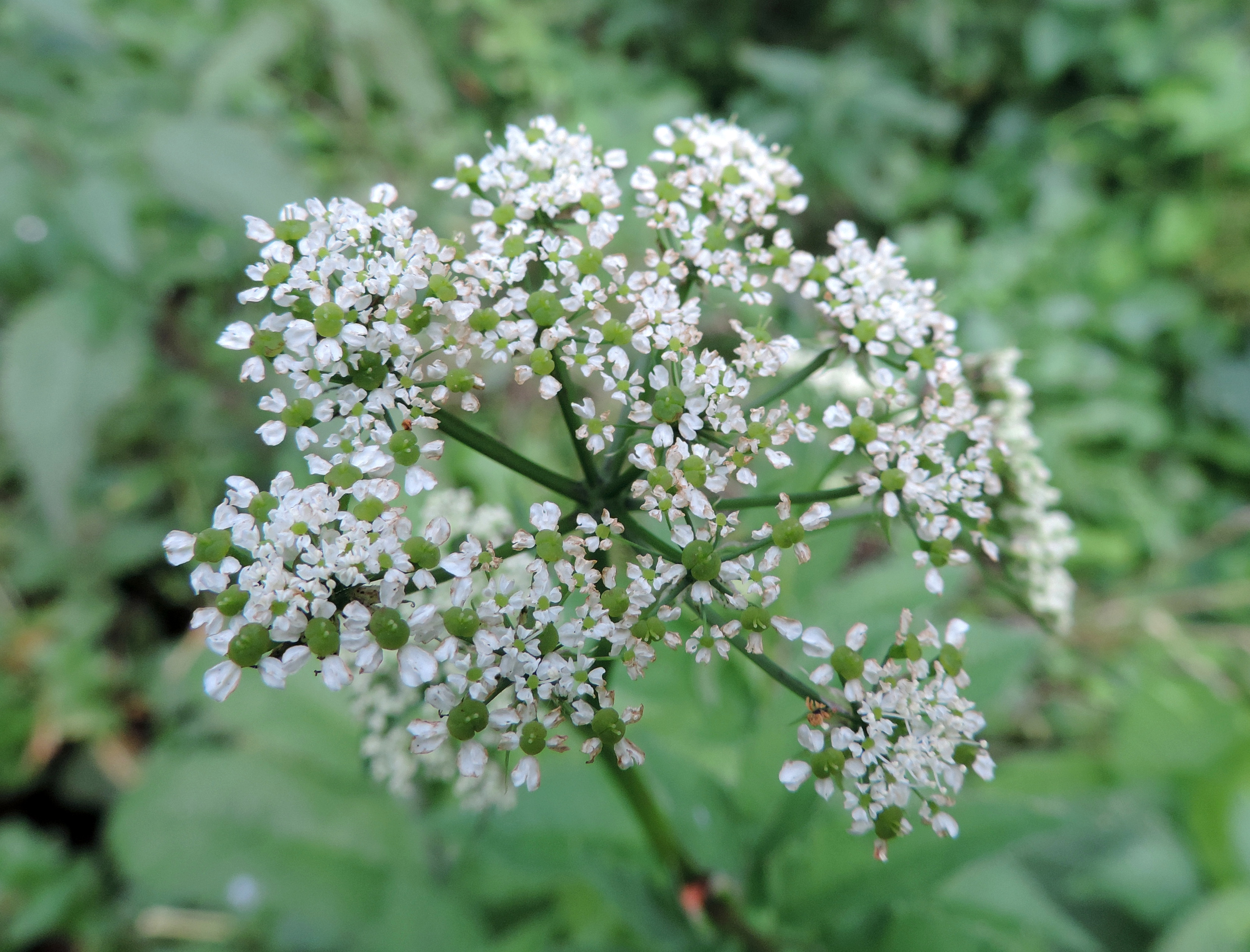
Chaerophyllum aromaticum
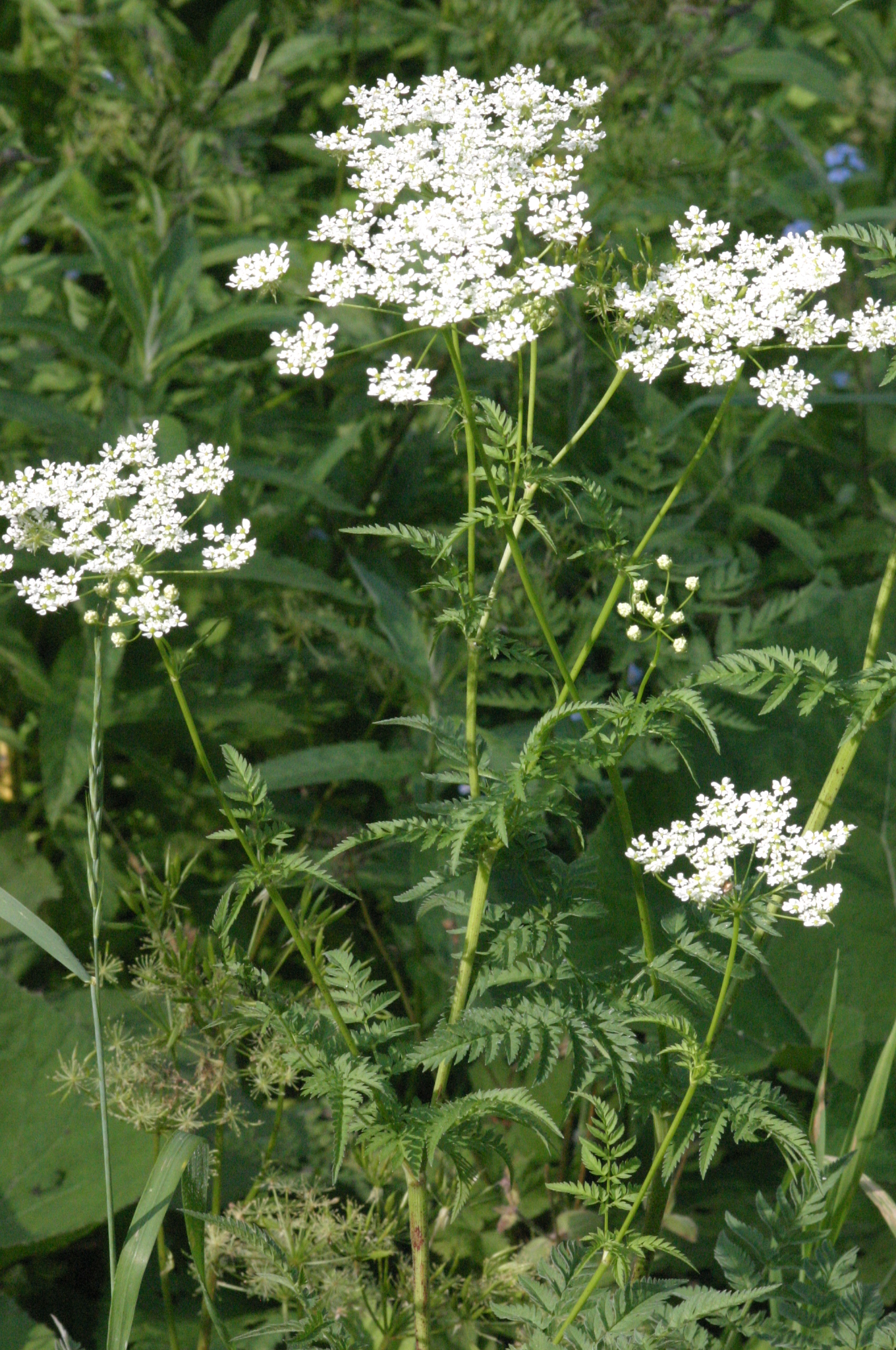
Chaerophyllum aureum
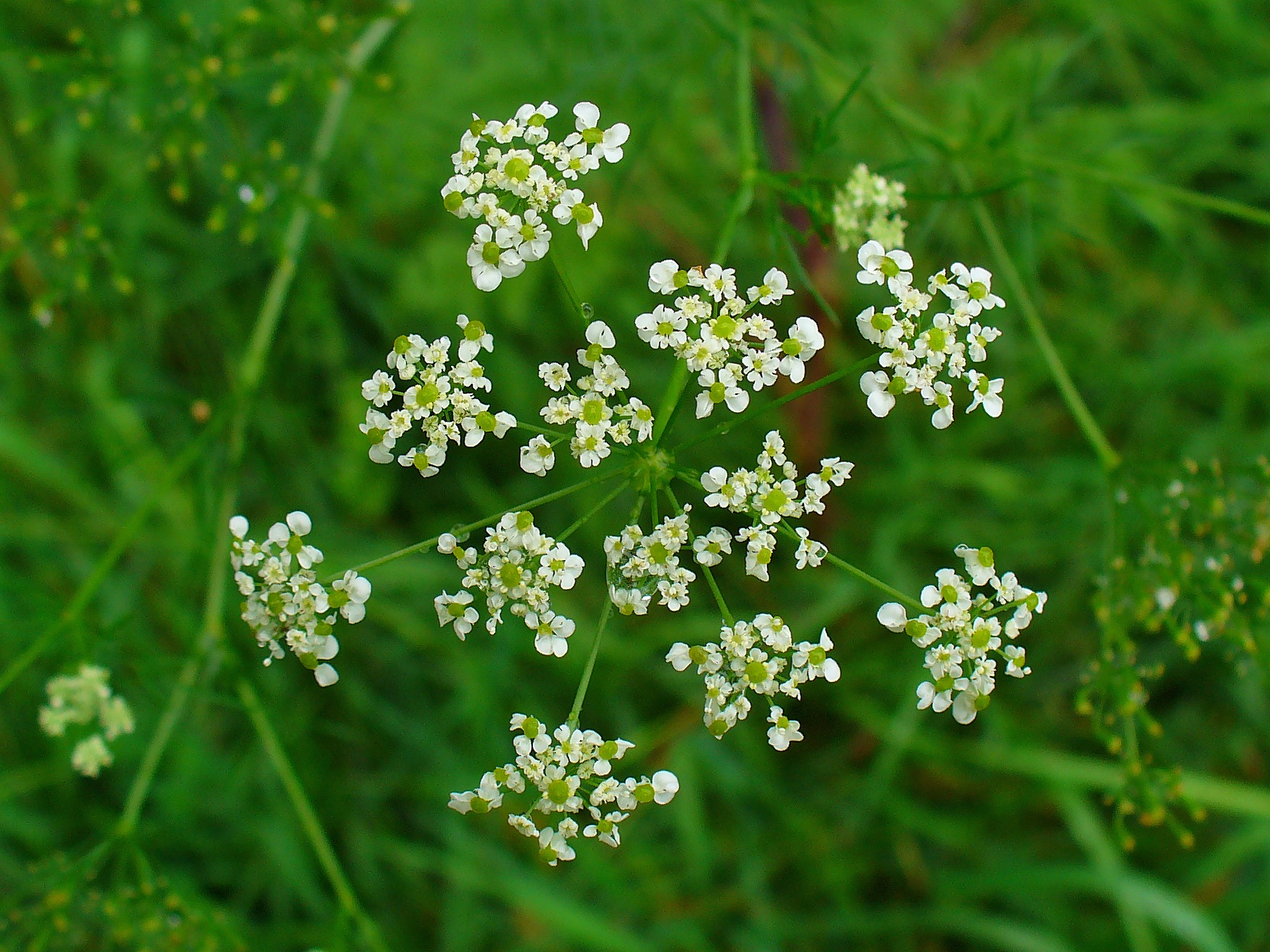
Chaerophyllum bulbosum
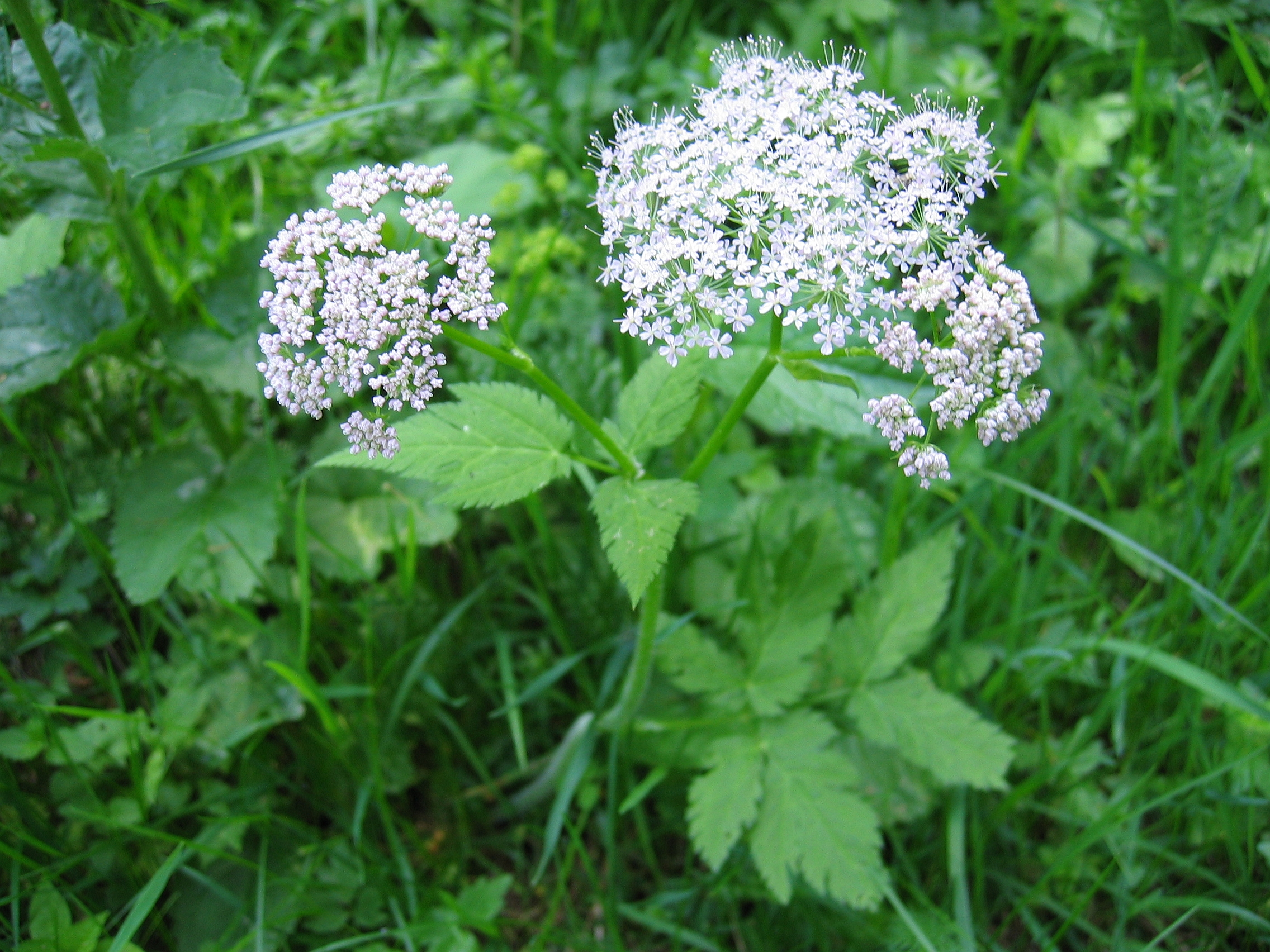
Chaerophyllum hirsutum
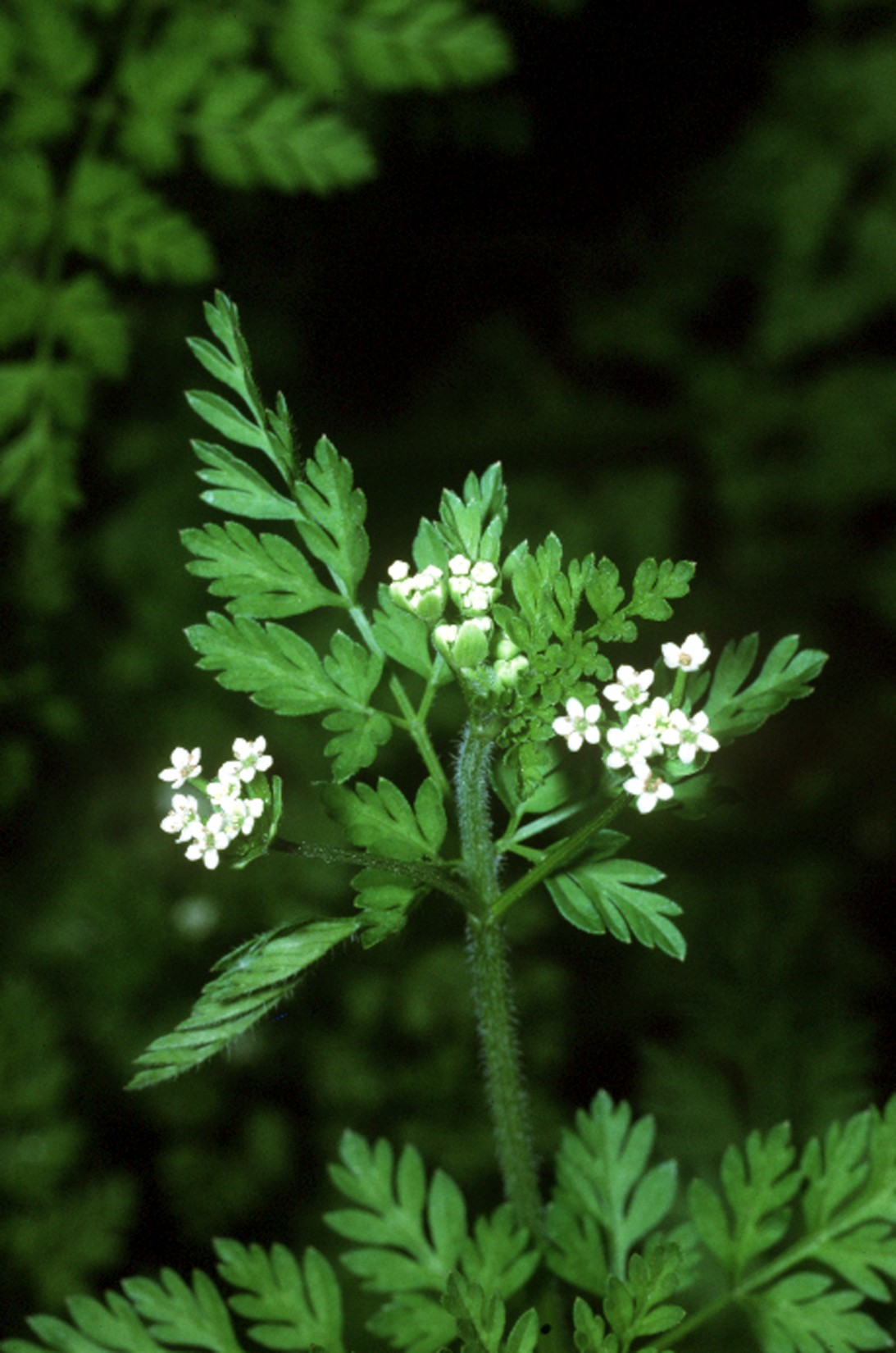
Chaerophyllum procumbens
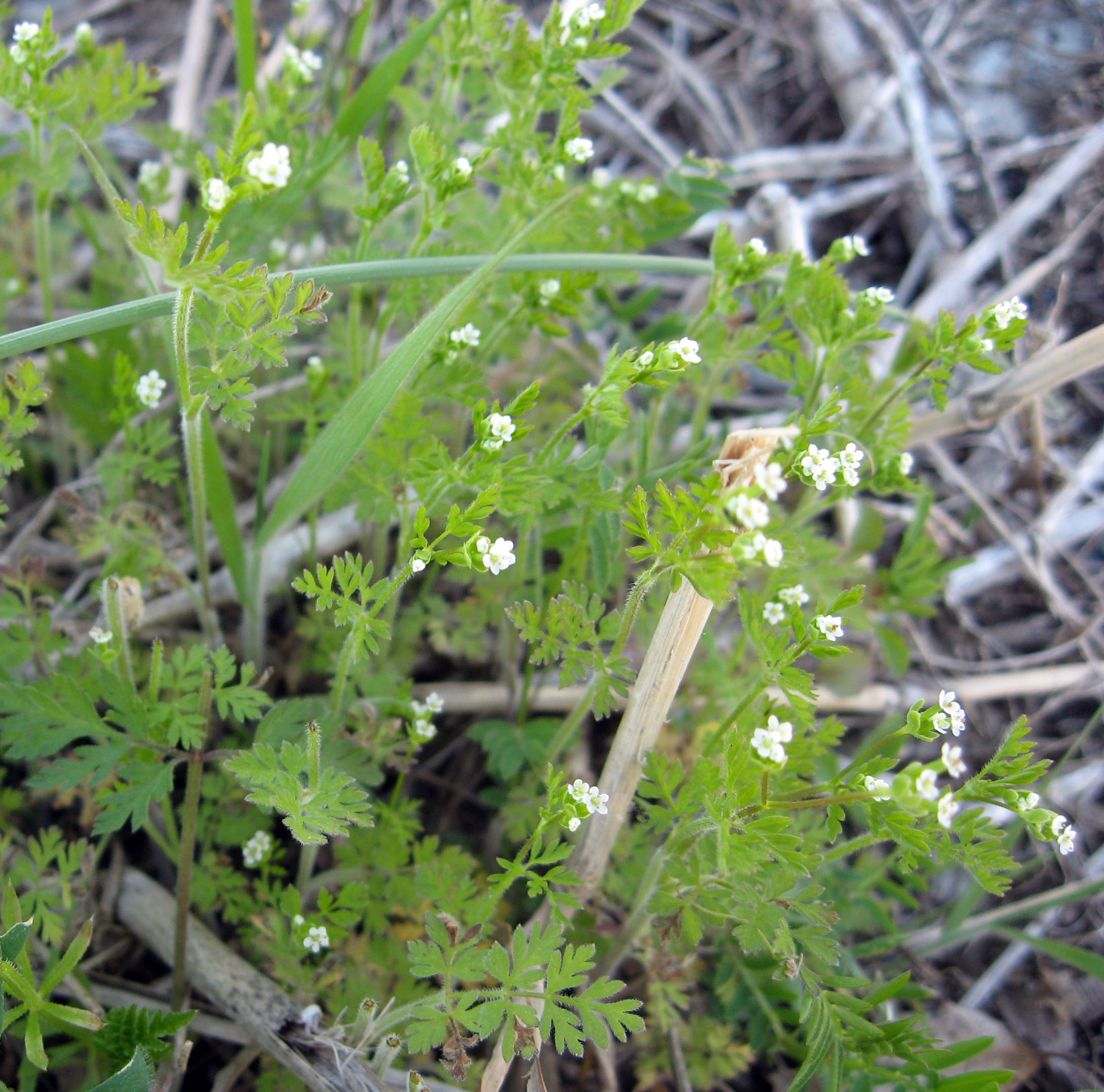
Chaerophyllum tainturieri
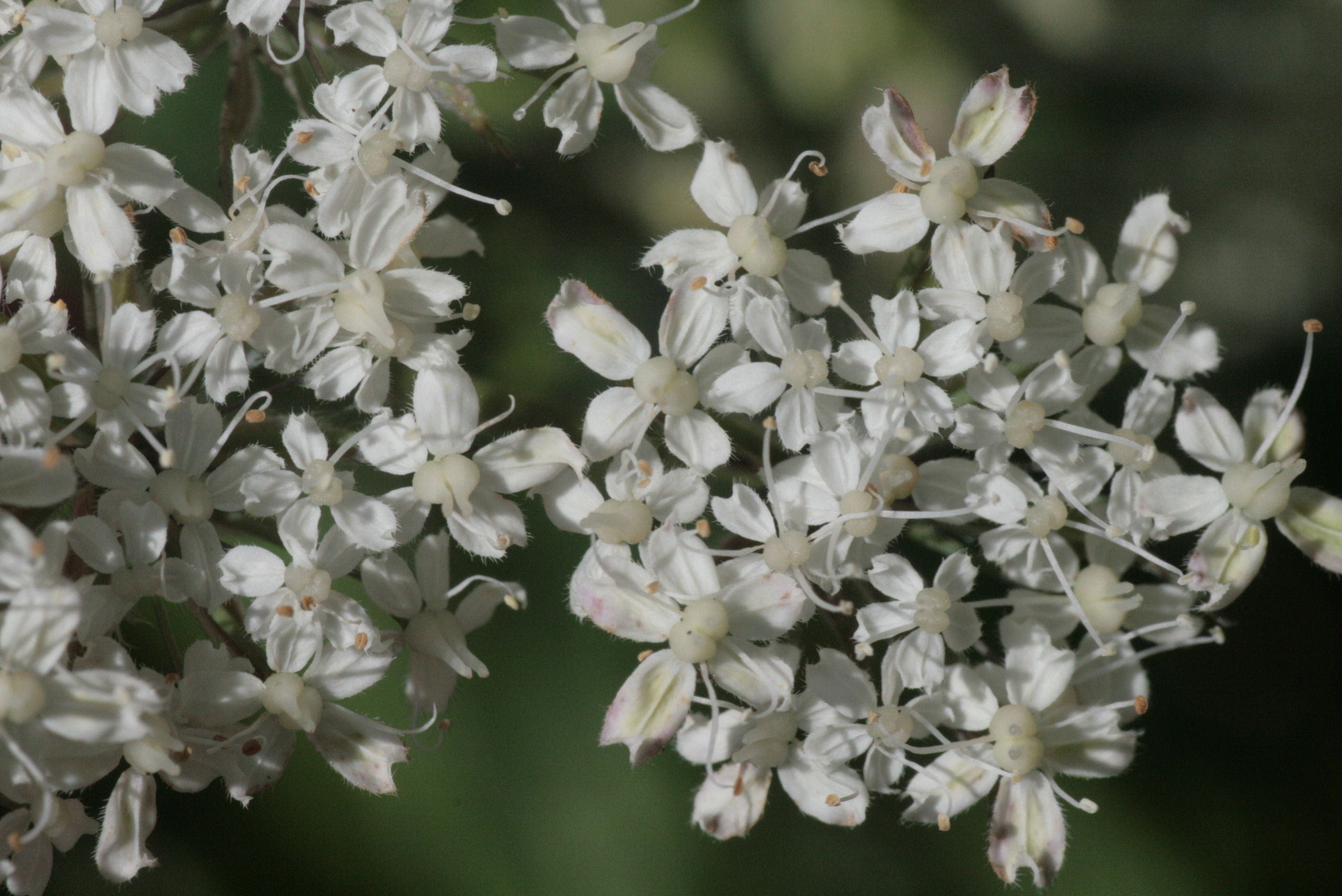
Chaerophyllum villarsii

... · 
Aciphylla · 
Actinotus · 
Aegopodium · 
Aethusa · 
Ammi (Akkerscherm) · 
Anethum · 
Angelica (Engelwortel) · 
Anisotome · 
Anthriscus (Kervel) · 
Apium (Moerasscherm) · 
Artedia · 
Astrantia (Sterrenscherm) · 
Athamanta · 
Azorella · 
Berula · 
Bifora · 
Bunium · 
Bupleurum (Goudscherm) · 
Carum (Karwij) · 
Caucalis · 
Chaerophyllum (Ribzaad) · 
Cicuta · 
Conium · 
Conopodium · 
Coriandrum · 
Crithmum · 
Cuminum · 
Daucus · 
Eryngium (Kruisdistel) · 
Falcaria · 
Ferula · 
Foeniculum · 
Heracleum (Berenklauw) · 
Levisticum · 
Myrrhis · 
Oenanthe (Torkruid) · 
Orlaya · 
Pastinaca (Pastinaak) · 
Petroselinum (Peterselie) · 
Peucedanum (Varkenskervel) · 
Pimpinella (Bevernel) · 
Pycnocycla ·
Sanicula · 
Scandix · 
Selinum · 
Silaum · 
Sium · 
Smyrnium (Zwarte kervel) · 
Steganotaenia · 
Thapsia · 
Thaspium · 
Thecocarpus · 
Tiedemannia · 
Tilingia · 
Torilis (Doornzaad) · 
Xanthosia · 
...